# Мишуга Олександр Пилипович
Олекса́ндр Пили́пович Мишу́га (Олександер Мишу́ґа; (псевдонім — Філіппі-Мишуґа; англ. Mishuga Oleksandr, пол. Myszuga Aleksander, рос. Мишуга Александр; 7 (20) червня 1853, c. Новий Витків — 9 березня 1922, Фрайбург) — український оперний артист (лірико-драматичний тенор) і вокальний педагог.

## Життєпис

### Дитинство. Перші кроки в музиці
Батько його, Пилип Мишуга, був сільським шевцем. Згодом Олександр увічнив ім'я свого батька у сценічному псевдонімі Філіппі.
1868 — батько взяв сина зі собою до Львова на храмове свято. У Соборі Святого Юра хлопець так захоплено підспівував церковному хору, що на нього звернув увагу регент Микита Гетман і влаштував до дяківської бурси. По тому були виснажливі й нужденні роки навчання у гімназії та вчительській семінарії, праця вчителем у Львові.

### Втілення мрії. Дебют співака
Проте мрія стати професійним співаком не покидала його. Вона привела молодого вчителя в 1878 році до найшанованішого у Львові педагога співу, професора консерваторії при Галицькому музичному товаристві Валерія Висоцького. Сам у минулому славний співак (бас), Висоцький виховав цілу плеяду оперних артистів найвищого рівня, у нього навчались і українські співаки, зокрема Соломія Крушельницька.
Вже 14 вересня 1880 Мишуга постав перед львівською публікою в опері С. Монюшка «Страшний двір». Відгуки меломанів і преси були дуже прихильними до молодого співака. Заохочений першими успіхами, Мишуга вирішує продовжити студії в Італії. Найбільшою перешкодою для цього був брак коштів, проте шанувальники таланту зібрали 1200 золотих ринських, і 1881 року Мишуга вирушив до Мілана.

### Перший успіх в Італії
В Італії Мишуга, крім занять співом, вивчає анатомію і фізіологію, опановує італійську, німецьку, російську, англійську, французьку мови.
1883 — відбувся дебют молодого співака у театрі міста Форлі в ліричній опері німецького композитора Ф. Флотова «Марта». Ця прем'єра стала тріумфом Мишуги, й він одразу отримав десятки пропозицій з найкращих театрів Європи.
За пречудове виконання партії Каніо в опері «Паяци» її автор — італійський композитор Руджеро Леонкавалло — подарував Мишузі свій клавір із написом: «У Мілані, в день відкриття сезону, слухав сіньйора Філіппі в партії Каніо і був незмірно задоволений його точною інтерпретацією і чарівним мистецтвом співу».

### Європейський тріумф
Мишуга співав у Мілані, Турині, Варшаві, Кракові, Києві, Санкт-Петербурзі, Берліні, Лондоні, Відні, Парижі. Критика не шкодувала для його голосу найвищих похвал, вистави з його участю відбувалися з аншлагами.
«Мишуга був співаком із Божої ласки. Коли Карузо заливав блиском сили й металу, то Мишуга чарував, а враження, яке викликала його гра, то була тайна експресії, настрою, переконуючої сили, гіпнозу і дечого, що виривалося з-під всякого аналізу. В цьому було щось, про що говорив великий Еверарді: не звук співає — співає душа!» — писав про нього Степан Чарнецький.
Він був блискучим Герцогом у «Ріголетто» Верді, зворушливим Йонтеком у «Гальці» Монюшка, винятковим Фаустом в опері Гуно.

Олександр Мишуга — Фауст в опері «Фауст» Шарля Гуно

4 жовтня 1900 року на відкритті Великого міського театру (тепер Львівський національний академічний театр опери та балету імені Соломії Крушельницької) Олександр Мишуга співав провідну партію у лірико-драматичній опері Владислава Желенського «Янек» — про життя карпатських верховинців, яка була спеціально написана для славетного українського тенора з нагоди відкриття театру.
Часто відвідував Львів з концертами, включав до програм українську музику. Солоспіви Миколи Лисенка, Віктора Матюка, арії з опери Семена Гулака-Артемовського завжди прикрашали його програми.
Виконання Мишуги вирізнялося високою музичною культурою, задушевністю. Він володів яскравим драматичним талантом.

### Педагогічна діяльність
Працював на педагогічній ниві у Львові, Варшаві, Мілані, Римі, Стокгольмі та Києві.
1904—1911 (з перервами) — викладав у Музично-драматичній школі М. Лисенка в Києві, якій надавав значної фінансової підтримки. Він виховав цілу плеяду співаків: Михайло Микиша, Марія Тессейр-Донець, Софія Мирович, Марія Гребінецька, Ірена Строковська, Яніна Королевич-Вайдова, В'ячеслав Гур'янов, Євгенія Штрассерн, Ванда Рашковська, Майя Чінберг тощо.

### Меценатство
Тільки з допомогою Мишуги вийшла у світ збірка Івана Франка «Зів'яле листя».
Перший том фундаментального дослідження «Українське мистецтво» побачив світ завдяки допомозі Олександра Мишуги музею Полтавського земства, який підготував цю працю.
Надавав матеріальну допомогу театру Миколи Садовського, українській газеті «Рада» (Київ).
Допомагав студентам і погорільцям, дитячим притулкам, різним товариствам і лікарням. На схилку літ усе своє майно і гроші Мишуга заповів Вищому музичному інститутові ім. М. Лисенка у Львові, де заснував кілька стипендій для малозабезпечених студентів.

### Останній притулок
Після смерті співака його друзі, виконуючи заповіт, перевезли прах на батьківщину і 29 вересня 1922 поховали у рідному Виткові.
Документи, листи, спогади, поезії Олександра Мишуги збереглись лише частково. Деякі з матеріалів було збережено його племінником і вихованцем Лукою Мишугою.

## Про творчість Мишуги
|                                            | Він завжди і всюди твердо заявляв, що він син свого народу […]. Пригадую собі цього героя самопосвяти, цього фанатика краси, який з нічого дійшов до всього власними силами, який силою волі піднявся з нужденного провінційного оточення до найбільших світових сцен; який невтомною працею поборов, здавалось, непереможні обставини і перешкоди та осягнув найвищу славу; який, не маючи з природи фізичних даних для оперного артиста (по невеликий голосовий матеріал включно), став одним з найвидатніших оперних світил, і все це тільки завдяки фанатичній любові до мистецтва, завдяки силі своєї волі і непохитному прямуванню до мети. |
| — Олександр Кошиць, диригент і композитор. | |

## Особисте життя
Перша дружина — полька Марія Прус-Гловацька, обвінчалися у Краківському костелі кармелітів, прожили разом недовго, мали сина, розлучилися через тиск батьків та родичів дружини через — на їхню думку — мезальянс доньки. Друге кохання — полька Марія Вісновська, талановита драматична артистка, загинула від кулі корнета царської лейбгвардія Александра Бартєнєва (мотиви вбивства до кінця не з'ясовано).